# Lochmaeocles fasciatus
Lochmaeocles fasciatus là một loài bọ cánh cứng trong họ Cerambycidae.